# Przymierze Społeczne
Przymierze Społeczne – koalicja wyborcza zawiązana w 1998, biorąca udział w wyborach samorządowych. 

## Historia
Koalicja powstała oficjalnie 27 czerwca 1998, przed planowanymi na jesień wyborami samorządowymi. W jej skład weszły Polskie Stronnictwo Ludowe, Unia Pracy oraz Krajowa Partia Emerytów i Rencistów. Z jej list startowali także przedstawiciele innych formacji, jak Przymierze Samoobrona i Stronnictwo Demokratyczne. W swoim manifeście Przymierze Społeczne deklarowało: Nic się w Polsce nie zmieni, jeśli kolejnym odmianom postsolidarnościowego i postkomunistycznego liberalizmu nie przeciwstawimy przymierza ludzi pracy. Lider Unii Pracy Marek Pol wskazywał, że koalicja stawia sobie za cel reprezentowanie m.in. tych Polaków, którym się nie powiodło w trakcie transformacji. Ówczesne sondaże dawały koalicji 8% poparcia. 
Według statystyk z 1998 na Przymierze Społeczne oddano o 450 tys. mniej głosów niż w wyborach z 1997 na PSL, UP i KPEiR łącznie. W prasie podkreślano, że na zawarciu koalicji skorzystało głównie PSL, podczas gdy dla Unii Pracy udział w bloku wyborczym oznaczał klęskę. Koalicja uzyskała łącznie 4583 mandaty radnych na ogólną liczbę 63 765. Wywalczono 89 mandatów radnych sejmików województw z ogólnej liczby 855. Przymierze uzyskało mandaty we wszystkich sejmikach; zdobyli je głównie przedstawiciele PSL. Do sejmiku województwa zachodniopomorskiego z listy PS wybrany został Andrzej Lepper. W wyborach do sejmików koalicja zajęła trzecie miejsce za AWS i SLD (a nieznacznie przed UW) z wynikiem łącznym 12,04% głosów. Najwyższe poparcie, powyżej 20%, PS zanotowało w województwach lubelskim i świętokrzyskim. 
Po wyborach PS zadeklarowało równy dystans wobec AWS i SLD, twierdząc, że nie zadecyduje odgórnie o tym, kto będzie jego koalicyjnym partnerem w samorządzie. W większości sejmików Przymierze weszło jednak w koalicję z SLD. Koalicja, choć uzyskała umiarkowany sukces, była krytykowana przez polityków PSL z konserwatywnego skrzydła. Rozczarowanie wyraziła Unia Pracy, która opowiedziała się przeciwko pogłębianiu współpracy z PSL. 
W wyborach w 2001 roku oba ugrupowania wystartowały z różnych list.